# Saceda-Trasierra (kommunhuvudort)
Saceda-Trasierra är en kommunhuvudort i Spanien.   Den ligger i provinsen Provincia de Cuenca och regionen Kastilien-La Mancha, i den centrala delen av landet, 80 km öster om huvudstaden Madrid. Saceda-Trasierra ligger 916 meter över havet och antalet invånare är 101.
Terrängen runt Saceda-Trasierra är lite kuperad. Runt Saceda-Trasierra är det mycket glesbefolkat, med 3 invånare per kvadratkilometer. Närmaste större samhälle är Illana, 5,7 km nordväst om Saceda-Trasierra. Omgivningarna runt Saceda-Trasierra är i huvudsak ett öppet busklandskap.